# Saint Onii-san
Saint Onii-san (聖☆おにいさん, Seinto Oniisan), também conhecida em inglês como Saint Young Men e em português como Jovens Sagrados, é uma série de mangá escrita e ilustrada por Hikaru Nakamura. Seu enredo envolve Jesus Cristo e Sidarta Gautama, que estão vivendo como colegas de quarto em um apartamento em Tóquio. Os capítulos do mangá são serializados mensalmente na revista Morning 2 desde setembro de 2006, com os capítulos compilados e publicados em volumes tankōbon pela editora Kodansha. O estúdio A-1 Pictures adaptou a série de mangá em dois OVAs, que foram lançados em DVD, e um filme de anime, que foi lançado em 10 de maio de 2013.
No Japão, o mangá de Saint Onii-san já vendeu mais de 10 milhões de cópias. Os volumes individuais da série têm aparecido frequentemente em listas mensais e anuais dos mangás mais vendidos no Japão. O mangá também recebeu o prêmio Cultural Osamu Tezuka e foi indicado ao Festival Internacional de Quadrinhos de Angoulême. Sua adaptação cinematográfica foi bem recebida pelo público japonês.

## Enredo
Jesus Cristo (イエス・キリスト, Iesu Kirisuto) e Gautama Buda (ゴータマ・ブッダ, Gōtama Budda), fundadores do cristianismo e do budismo, respectivamente, estão vivendo juntos como companheiros de quarto em um apartamento em Tachikawa, parte dos subúrbios de Tóquio. Enquanto passam uma temporada de férias na Terra, tentam esconder suas identidades e compreender a sociedade japonesa moderna. Cada capítulo mostra suas vidas durante um dia comum, quando eles estão passeando, bebendo cerveja, ou jogando jogos eletrônicos.
Enquanto Jesus é retratado como um apaixonado por todas as coisas (incluindo compras), Buda tende a ser calmo e econômico, e também gosta de mangás. A comédia frequentemente envolve trocadilhos e piadas com referências a elementos do cristianismo e do budismo; por exemplo, Jesus transforma em vinho a água de um banho público e Buda brilha quando sente-se iluminado.

## Produção
Antes de escrever Saint Onii-san, Hikaru Nakamura estava trabalhando em Arakawa Under the Bridge, que começou a ter os seus capítulos serializados em 3 de dezembro de 2004, na primeira edição da revista de mangás Young Gangan, da editora Square Enix. A obra atraiu a atenção de um editor da revista Morning, que queria que Nakamura escrevesse uma série para ter os seus capítulos serializados na revista. Ela aceitou a oferta por causa de sua admiração pelas obras de Kaiji Kawaguchi, que duas delas foram publicadas na Morning. O título da série é derivado de uma canção de Denki Groove e Scha Dara Parr chamada "Saint Ojisan" (聖☆おじさん, Seinto Ojisan). Partindo de esboços de dois amigos usando camisas casuais, ela concebeu a ideia de retratar Jesus e Buda como pessoas comuns.
Nakamura imaginou um mangá de comédia em que o protagonista seria um "personagem muito muito poderoso", e percebeu que um personagem divino se encaixaria nessa premissa. Ela primeiro planejou que Jesus fosse o único personagem principal da série, mas para fazer as piadas funcionarem bem, Buda foi adicionado à série. Suas personalidades opostas foram inspiradas pela irmã de Nakamura e pelo marido de sua irmã; ela viu algumas situações divertidas observando seu relacionamento. Ela também viu uma semelhança entre sua versão de Buda e a versão de Osamu Tezuka.
Apesar das referências religiosas na série, Nakamura afirmou que ela usou apenas seu conhecimento pessoal e alguns aspectos da sociedade moderna, como yakuza e blogues, e que não foram destinados a serem uma crítica social, mas foram adicionados porque eles se encaixam na história. Da mesma forma, os personagens secundários só foram introduzidos na série se um capítulo precisava de um novo personagem para introduzir um tópico. Os temas dos capítulos foram criados antes das situações e das piadas. No entanto, se Nakamura tinha um tema específico, ela criava várias piadas e, em seguida, conectava-os para formar uma história. Ao criar um capítulo mais simples em comparação com os mais elaborados, ela escrevia sem se preocupar em criar piadas e situações com antecedência. Em média ela leva entre dez dias e duas semanas para fazer um capítulo completo com a ajuda de seus quatro assistentes.

## Mídias

### Mangá
Os capítulos de Saint Onii-san são escritos e ilustrados por Hikaru Nakamura, e são serializados na revista mensal de mangá Morning 2, com o primeiro capítulo sido publicado em 26 de setembro de 2006. A série esteve em hiato entre 22 de setembro de 2011 e 22 de março de 2012, por causa da gravidez de Nakamura. Seu primeiro tankōbon (volume compilado) foi publicado pela editora Kodansha em 23 de janeiro de 2008, e o vigésimo segundo volume foi publicado em 23 de julho de 2025. Um guidebook foi publicado em 23 de abril de 2013.
No Brasil, os volumes estão a ser lançados pela Editora NewPOP com o título Jovens Sagrados: Vol. 1 (junho de 2022), Vol. 2 (abril de 2023), Vol. 3 (agosto de 2023) e Vol. 4 (janeiro de 2024).

#### Lista de volumes
| N.º | Data de lançamento      | ISBN              |
| --- | ----------------------- | ----------------- |
| 1   | 23 de janeiro de 2008   | 978-4-06-372662-6 |
| 2   | 23 de julho de 2008     | 978-4-06-372720-3 |
| 3   | 23 de março de 2009     | 978-4-06-372784-5 |
| 4   | 23 de outubro de 2009   | 978-4-06-372842-2 |
| 5   | 24 de março de 2010     | 978-4-06-372906-1 |
| 6   | 24 de dezembro de 2010  | 978-4-06-372962-7 |
| 7   | 21 de outubro de 2011   | 978-4-06-387026-8 |
| 8   | 3 de dezembro de 2012   | 978-4-06-387168-5 |
| 9   | 23 de agosto de 2013    | 978-4-06-387232-3 |
| 10  | 23 de maio de 2014      | 978-4-8124-5333-9 |
| 11  | 23 de fevereiro de 2015 | 978-4-06-388434-0 |
| 12  | 20 de novembro de 2015  | 978-4-06-388532-3 |
| 13  | 21 de outubro de 2016   | 978-4-06-388654-2 |
| 14  | 22 de setembro de 2017  | 978-4-06-510272-5 |
| 15  | 22 de junho de 2018     | 978-4-06-512011-8 |
| 16  | 22 de novembro de 2018  | 978-4-06-513787-1 |
| 17  | 23 de julho de 2019     | 978-4-06-516515-7 |
| 18  | 22 de maio de 2020      | 978-4-06-519418-8 |
| 19  | 23 de maio de 2021      | 978-4-06-522540-0 |
| 20  | 22 de julho de 2022     | 978-4-06-528557-2 |
| 21  | 22 de março de 2024     | 978-4-06-534952-6 |
| 22  | 23 de julho de 2025     | 978-4-06-540034-0 |

### Filme
A produção de um filme de anime foi anunciada pela primeira vez na edição de número 44 da revista Morning. Um guidebook do filme foi publicado antes de seu lançamento em 30 de abril de 2013. O filme foi dirigido por Noriko Takao e escrito por Rika Nezu. Os personagens foram projetados por Naoyuki Asano e a música foi composta por Keiichi Suzuki e Ryomei Shirai. Produzido pela Aniplex, Kodansha e Toho, animado por A-1 Pictures, e distribuído por Toho, o filme estreou nos cinemas japoneses em 10 de maio de 2013. Sua trilha sonora foi lançada em CD pela Aniplex em 8 de maio de 2013. Mais tarde, em 23 de outubro de 2013, foi lançado em formato de DVD e Blu-ray. Além do filme, a mesma equipe de produção do filme produziu um OVA que foi lançado junto com o oitavo volume do mangá. Um segundo OVA foi lançado junto com o nono volume.
Em uma entrevista com NHK World, a equipe de produção do filme revelou que eles queriam permanecer fiel à arte do mangá. Então eles decidiram se concentrar mais no design dos personagens e na arte, dando-lhe um traço mais de "esboço", em vez das "linhas escuras e grossas" normalmente usadas. As sombras eram coloridas por lápis, às vezes até rabiscadas para garantir que ficasse visível o traço "esboçado". Como o mangá, o filme de anime também recria várias atrações de Tachikawa, incluindo o Parque Memorial Showa.

## Recepção

### Mangá
Saint Onii-san recebeu em 2009 o prêmio Cultural Osamu Tezuka de melhor obra curta de mangá do ano. A edição de 2009 do livro guia Kono Manga ga Sugoi!, que entrevista pessoas da indústria de mangá, chamou-lhe de a melhor série de mangá para os leitores do sexo masculino. Foi nomeado para a categoria "Melhor Quadrinho" no Festival Internacional de Quadrinhos de Angoulême. Como resposta à sua popularidade, a revista se esgotou rapidamente nas bancas de jornais, e por isso, em maio de 2009, a Kodansha começou a disponibilizar a venda online. O mangá também ficou entre o top 20 da séries de mangás mais vendidas no Japão em 2009, 2011 e 2013. Todos os volumes individuais apareceram nas listas dos 50 mangás mais vendidos de seu respectivo ano no Japão, com exceção do oitavo volume. Em maio de 2013, o mangá havia vendido cerca de 10 milhões de cópias no Japão.
O escritor de quadrinhos Paul Gravett escolheu-o como um dos melhores quadrinhos do Japão em 2008, enquanto os escritores Shaenon Garrity e Jason Thompson o elegeram como um dos títulos mais procurados para licenciamento na América do Norte em 2010 – porém, Ed Chávez, editor da editora americana Vertical, entrou em contato com o licenciador japonês da série para solicitar sua publicação na América do Norte, mas o licenciante japonês da série se recusou a permitir que fosse publicado na América do Norte, porque se pensava que os americanos poderiam se ofender. O crítico de mangás Kaoru Nagayama observou que o mangá é "divertido de ler" e elogiou Nakamura por manter Jesus e Buda fiel ao seus verdadeiros caráteres – de bondade – mesmo quando confrontados com o mal. Tanto Debora Liao (Garotas Geek) quanto Luiz Santiago (Plano Crítico) elogiaram a comédia e a arte simples e "limpa" do mangá, além da interação dos dois protagonistas. E também notaram o cuidado da autora em fazer as piadas e manter o respeito com as duas religiões. Já Carlo Santos do Anime News Network criticou a arte e as diferenças filosóficas e personalidades de Jesus e Buda não serem exploradas; apesar disso, Santos elogiou a comédia da série, observando sua simplicidade e dizendo: "seu brilho não vem de banalizar deliberadamente duas das grandes religiões do mundo, mas destacando as peculiaridades do mundo secular quando essas figuras religiosas famosas são colocadas nele". Segundo ele, a série não perde sua capacidade de fazer os leitores de rir à medida que avança, ao contrário de outros mangás. Jolyon Baraka Thomas do The Guardian elogiou a constância de "piadas visuais e trocadilhos", e escreveu: "Sua história não é uma introdução a abstrusas doutrinas religiosas, nem apresenta muitos comentários abertos sobre o papel das religiões na sociedade contemporânea".

### Filme
A adaptação cinematográfica de Saint Young Men estreou em nono lugar nos cinemas japoneses arrecadando 49 930 836 ienes. Nos fins de semana subsequentes sua colocação caiu de #9 para #11, e depois para #12, arrecadando ao todo 300 milhões de ienes. Seu lançamento em DVD ficou em 7º lugar na sua primeira semana na lista de DVDs de animes mais vendidos no Japão, caindo para o 29º lugar em sua segunda semana na lista.